# Lefoko
Lefoko – wieś w Botswanie w dystrykcie Southern. Według spisu ludności z 2011 roku wieś liczyła 534 mieszkańców.